# فلویدیل (کارولینای جنوبی)
فلویدیل (به انگلیسی: Floydale) یک منطقهٔ مسکونی در ایالات متحده آمریکا است که در شهرستان دیلون، کارولینای جنوبی واقع شده‌است.